# Mensenrechtenvlag

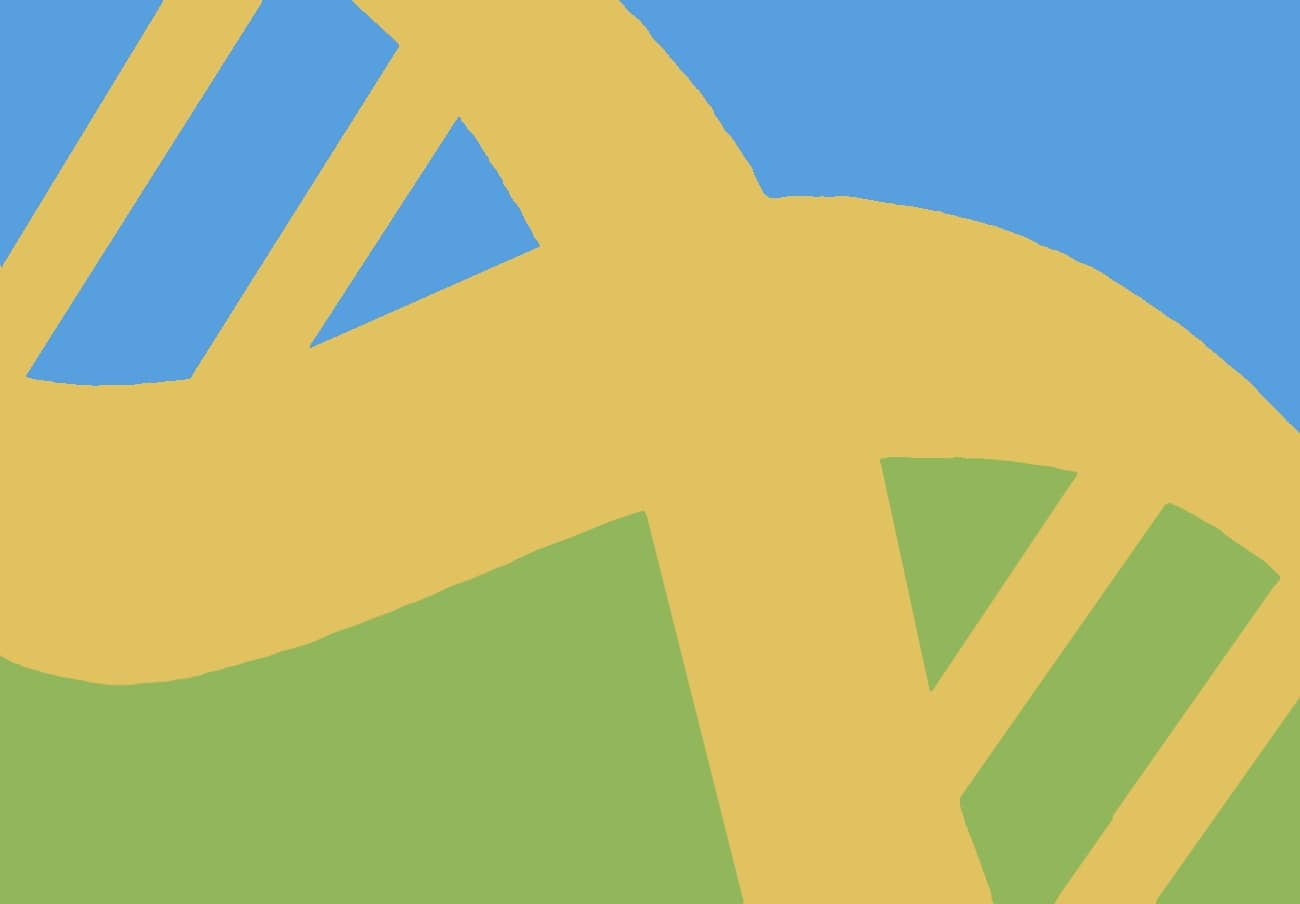
De Mensenrechtenvlag

De Mensenrechtenvlag is een in Nederland gebruikte vlag die symbool staat voor de gelijkwaardigheid van alle mensen op aarde, en moedigt mensen aan om de mensenrechten te respecteren en te ondersteunen. Het doel van de vlag is om wereldwijd bewustzijn te creëren voor het belang van mensenrechten en om mensen te verenigen in hun inzet voor gelijkheid en respect voor de fundamentele rechten van alle individuen. De vlag werd officieel gelanceerd op 10 december 2020.

## Initiatief
De Mensenrechtenvlag is een Nederlands initiatief en werd gelanceerd door de Nederlandse antidiscriminatiebureaus die samenwerken onder de naam Discriminatie.nl. De vlag werd bedacht door Tûmba, het kenniscentrum discriminatie en diversiteit in Leeuwarden.

## Ontwerp
De vlag is ontworpen door de Leeuwarder ontwerper Menno de Boer. Het uitgangspunt voor het ontwerp was de gedachte dat er veel is dat ons als mensen met elkaar verbindt, zoals het delen van de aarde, de lucht en een plek onder de zon, en dat we allemaal bestaan uit DNA, ongeacht onze uiterlijke verschillen. De ontwerper heeft deze gedachte vertaald naar het ontwerp van de vlag, waarbij hij de vorm van een DNA-streng als uitgangspunt nam en deze combineerde met de kleuren van de aarde (groen), de lucht (blauw) en de zon (geel). De vlag legt dus de nadruk op wat mensen met elkaar gemeen hebben.

## Gebruik van de vlag
Nederlandse gemeenten en ambassades hijsen de Mensenrechtenvlag op 10 december. Op deze dag wordt jaarlijks de Dag van de Mensenrechten gevierd, ter herdenking van de Universele Verklaring van de Rechten van de Mens die op die dag in 1948 door de Verenigde Naties werd aangenomen.
De vlag wordt ook wel gehesen op 21 maart, de Internationale Dag Tegen Racisme & Discriminatie, en bij de herdenking van het slavernijverleden.